# Jean-François Larios
Pour les articles homonymes, voir Larios.
Jean-François Larios est un footballeur international français, né le 27 août 1956 à Sidi-Bel-Abbès, en Algérie française. Il joue au poste de milieu de terrain du début des années 1970 à la fin des années 1980.
Formé à l'AS Saint-Étienne, il remporte avec les « Verts » trois championnats de France en 1975, 1976 et 1981. Sous les couleurs bastiaises, il dispute en 1978 la finale de la Coupe de l'UEFA.
Il compte 17 sélections en équipe de France pour cinq buts marqués et termine sous le maillot bleu 4e de la coupe du monde 1982.

## Biographie

### Débuts et sommets avec l'AS Saint-Étienne (1973-1982)

#### Cadre chez les Verts et international
Jean-François Larios commence le football au FA Bourbaki de Pau puis rejoint un autre club palois la Jeanne d'Arc Le Béarn. Il joue ensuite à l'AS Saint-Étienne entre 1973 et 1982, il est notamment un cadre de l'équipe championne de France en 1981.  
Il connaît dix-sept fois l'équipe de France entre 1980 et 1982 au poste de milieu de terrain. Pour l'époque, il est doté d'un gabarit impressionnant, presque massif, mais il est avant tout un meneur de jeu très technique. 
Jean-François Larios bénéficie aussi d'une image assez flamboyante avec ses longs cheveux noirs de jais, et d'une personnalité bien affirmée, ce qui en fait un élément un peu marginal dans ce milieu. 
Brillant jusqu'en 1982, il est élu meilleur joueur de l'année 1980 par ses pairs et les journalistes. À cette époque, il est approché par le Real Madrid, mais le Président des « Verts », Roger Rocher, garde discrètement la proposition au fond d'un de ses tiroirs. En 1981, il est l'un des artisans du titre de champion de France des Verts aux côtés d'un Michel Platini avec qui, et pour des raisons personnelles, il ne s'entend pas. 
Il débute dès 1978 en équipe de France, puis il est sélectionné pour la Coupe du monde 1982  en Espagne. Il joué deux matchs dont le premier contre l'Angleterre, puis le dernier, la petite finale contre la Pologne. Il décide ensuite d'arrêter sa carrière internationale.    
Il est alors contacté par Tottenham Hotspur mais, les Stéphanois et Robert Herbin ne veulent pas le laisser partir. Il reste une année de plus à l'AS Saint-Étienne alors que l'affaire de la caisse noire vient d'éclater et que le club s'engage dans une crise terrible. Jean-François Larios est sanctionné pour avoir perçu des salaires en liquide.  

#### La parenthèse corse
Son passage sous le maillot vert est entrecoupé d'un prêt au SC Bastia lors de la saison 1977-1978. Il participe à l'épopée du club corse jusqu'en finale de la Coupe de l'UEFA en 1978.  
Une des images fortes de cette épopée européenne est le but que Larios inscrit au Stadio Communale de Turin lors de la victoire contre le Torino FC (3-2, décembre 1977) : une frappe en demi-volée des vingt mètres après une action de quatre-vingt mètres et une double passe en retrait de Johnny Rep, puis de Félix Lacuesta. 15 000 supporters corses se déplacent à Turin pour assister à la rencontre. 

### Expériences diverses à l'étranger (1983-1984)

#### Madrid
En janvier 1983, Robert Herbin quitte Saint-Étienne. Jean-François Larios, dont il est très proche, ne se sent plus désiré. Il quitte alors son club formateur. Il signe alors à l'Atlético de Madrid, à une époque où les footballeurs français s'exilent rarement dans les grands clubs étrangers. Le Real, à nouveau, et le FC Barcelone s'étaient renseignés sur lui.  
Avec les Colchoneros il se blesse à l'entraînement et sa carrière subit un coup d'arrêt. Il revient se faire soigner en France, ce qui ne plaît pas aux dirigeants espagnols. Il ne joue aucun match en Espagne et son contrat est résilié. 

#### Montréal
Il part alors pour le Canada et rejoint le Manic de Montréal le 7 mai 1983 contre 150 000 dollars et un salaire de 100 000 dollars sur cinq mois. Son contrat doit initialement s'étendre jusqu'à l'automne, à la conclusion de la saison de North American Soccer League. Sa lettre de sortie offerte par la Fédération française de football inclut alors une exigence pour que Larios puisse être rendu disponible pour toute rencontre de l'équipe de France. En difficulté à Montréal, une rencontre amicale contre le FC Nantes symbolise le fossé entre Larios et ses coéquipiers lorsqu'il paraît esseulé toute la durée du match, bien qu'il soit buteur. 
Le 11 juillet suivant, après seulement deux mois en terres québécoises, il retourne en Europe pour une deuxième partie de carrière plus anonyme, il motive son départ par une difficulté d'adaptation aux nombreux voyages en NASL, la surface synthétique au Stade olympique de Montréal et son envie de retrouver une équipe avant la fermeture de la fenêtre des transferts le 20 juillet. 
En coulisses, Richard Chartier de La Presse évoque des divergences d'opinion avec l'entraîneur Andy Lynch sur la stratégie d'équipe, une volonté de ne pas endommager son genou sur la surface synthétique du stade et un faible temps de jeu en raison de cette même blessure puisque in fine, il ne dispute que six des quinze rencontres du Manic depuis son arrivée, récoltant un but et deux passes décisives,.

#### Neuchâtel
Comme convenu avant son départ en NASL, Larios signe en faveur de Neuchâtel en Suisse avant le 20 juillet où il doit subir une nouvelle opération.

### Retour en France et fin de carrière (1984-1988)
L'année suivante, il retrouve Robert Herbin à Lyon, descendu en deuxième division, sans faire remonter le club. Il prend ensuite la direction de Strasbourg, avec qui il connait la relégation en fin de saison. Il finit sa carrière à Nice et Montpellier, sans faire d'exploit. 

### Après-carrière
Dans les années 1990, il exerce la profession d'agent de joueurs, activité en pleine expansion. Il s'occupe entre autres de Thierry Henry, de Sylvain Wiltord ou de Patrick Vieira. Il était associé à Marc Roger avec qui il finit par se brouiller.  
Il est condamné en 2007 par le tribunal correctionnel de Marseille à deux ans de prison avec sursis, assortis d'une amende de 200.000 euros et d'une interdiction d'exercer la profession d'agent de joueurs pendant cinq ans, dans le cadre du scandale des transferts frauduleux de l'Olympique de Marseille,. 
En 2017, il sort une autobiographie écrite avec le journaliste Bernard Lions intitulé J'ai joué avec le feu !. Il y révèle avec sincérité plusieurs aspects méconnus de sa carrière : une vie privée tumultueuse, la prise d'amphétamines, son addiction au jeu et à l'alcool.

## Palmarès

### En club
AS Saint Étienne :
- Champion de France en 1975, 1976 et 1981
- Coupe de France en 1977
- Vice-champion de France en 1982
- Finaliste de la Coupe de France en 1981 et 1982

 SC Bastia :
- Finaliste de la Coupe de l'UEFA en 1978
- Finaliste de la Coupe des Alpes en 1977

### En équipe de France
- 17 sélections et 5 buts entre 1978 et 1982[1]
- Participation à la Coupe du Monde en 1982 (4e)

### Distinction personnelle
- Élu joueur français de l'année 1980, trophée décerné par France Football

## Statistiques
- Coupes d'Europe : 34 matchs, 8 buts (22/6 pour Saint-Étienne, 12/2 pour Bastia);

## Ouvrage
- J'ai joué avec le feu, Solar, 2017.